# Martin Srabotnik
Martin Srabotnik (19 de diciembre de 1995) es un deportista esloveno que compite en piragüismo en la modalidad de eslalon.
Ganó dos medallas de bronce en el Campeonato Mundial de Piragüismo en Eslalon en los años 2017 y 2021, y tres medallas en el Campeonato Europeo de Piragüismo en Eslalon entre los años 2018 y 2025.

## Palmarés internacional
| Campeonato Mundial | Campeonato Mundial         | Campeonato Mundial | Campeonato Mundial |
| Año                | Lugar                      | Medalla            | Competición        |
| ------------------ | -------------------------- | ------------------ | ------------------ |
| 2017               | Pau (Francia)              | Medalla de bronce  | K1 por equipos     |
| 2021               | Bratislava (Eslovaquia)    | Medalla de bronce  | K1 por equipos     |
| Campeonato Europeo |                            |                    |                    |
| Año                | Lugar                      | Medalla            | Competición        |
| 2018               | Praga (República Checa)    | Medalla de bronce  | K1 por equipos     |
| 2019               | Pau (Francia)              | Medalla de plata   | K1 por equipos     |
| 2025               | Vaires-sur-Marne (Francia) | Medalla de bronce  | K1 individual      |